# ピエール・レヴォワル
ピエール・レヴォワル（Pierre Henri Révoil,1776年6月12日 - 1842年3月19日）はフランスの画家である。中世の騎士物語などを題材に描くトルバドゥール様式（Style troubadour:‌吟遊詩人の意味）の画家の一人である。

## 略歴
リヨンで皮革職人の息子に生まれた。リヨンの実業学校(École centrale)でドナシャン・ノノットやアレクシス・グロニャール(Alexis Grognard)に絵を学んだ。1793年からリヨンの壁紙製造の工場で働き、革命期に流行した愛国的な模様の仕事をした後、パリに移り、ジャック＝ルイ・ダヴィッドの工房に入り、1795年からはエコール・デ・ボザールで学んだ。
1805年にリヨンの街を復興するナポレオンといったテーマの作品を展覧会に出展し、支配層に注目された。宗教画の大作も描いたが、同じリヨン出身の画家、フルーリ＝フランソワ・リシャール(Fleury François Richard: 1777–1852)とともに19世紀初めに流行したトルバドゥール様式の画家となった。
1807年にリヨンのパレ・サン・ピエールに作られた美術学校（École impériale des Beaux-arts de Lyon、後にリヨン国立高等美術学校になる）の教授に任じられた。レヴォワルが教えた学生にはクロード・ボンヌフォンやイポリット・フランドラン、ヴィクトール・オルセルらがいる。この頃から、自分や生徒の絵の資料の意味もあって、鎧や武器、美術骨とう品、絵画、文書の収集を始め、1811年には有名なコレクションとなり、有名な好古家、ミラン・ド・グランメゾン(Aubin-Louis Millin de Grandmaison)の著作で紹介された。1814年にレジオンドヌール勲章（シュヴァリエ）を受勲した。
帝政が崩壊した後も、復古王政のなかで地位を維持した。1818年からプロヴァンスに住んだ後、1823年にリヨンに戻り、1830年まで美術学校の校長を務めた。1828年にはレヴォワルの美術品のコレクションはルーブル美術館に寄贈された。
1830年のフランス7月革命で地位を失い、再びプロヴァンスに移り、その後リヨンに戻ることはなかった。パリで貧困の中死去した。
息子のアンリ・レヴォワル(Henri Antoine Révoil: 1822-1900)は建築家になった。

## 作品

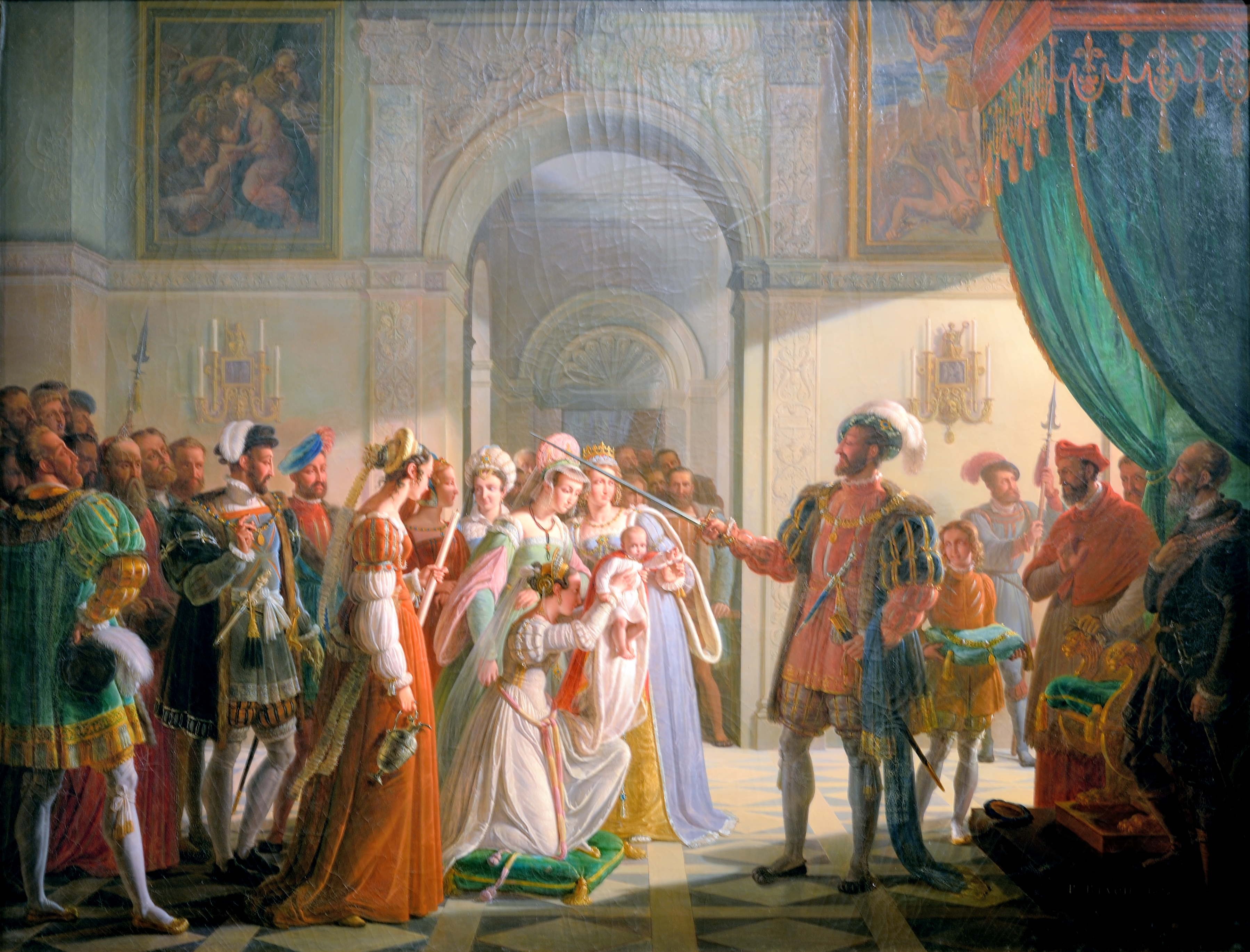
フランソワ1世と幼児のフランソワ2世 (1824)
ルネ・ダンジュー (1820)
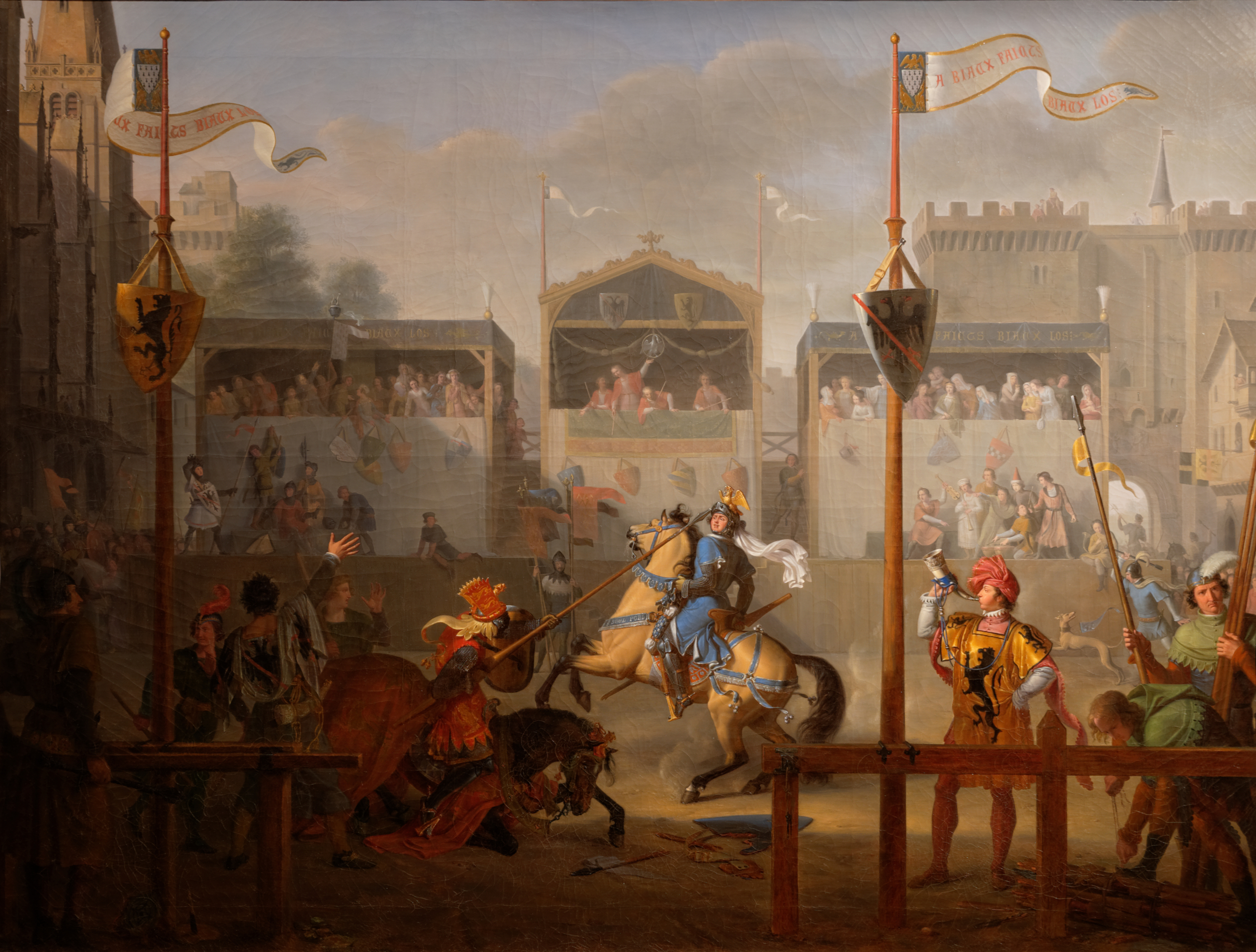
騎士試合に出場したベルトラン・デュ・ゲクラン (1812)
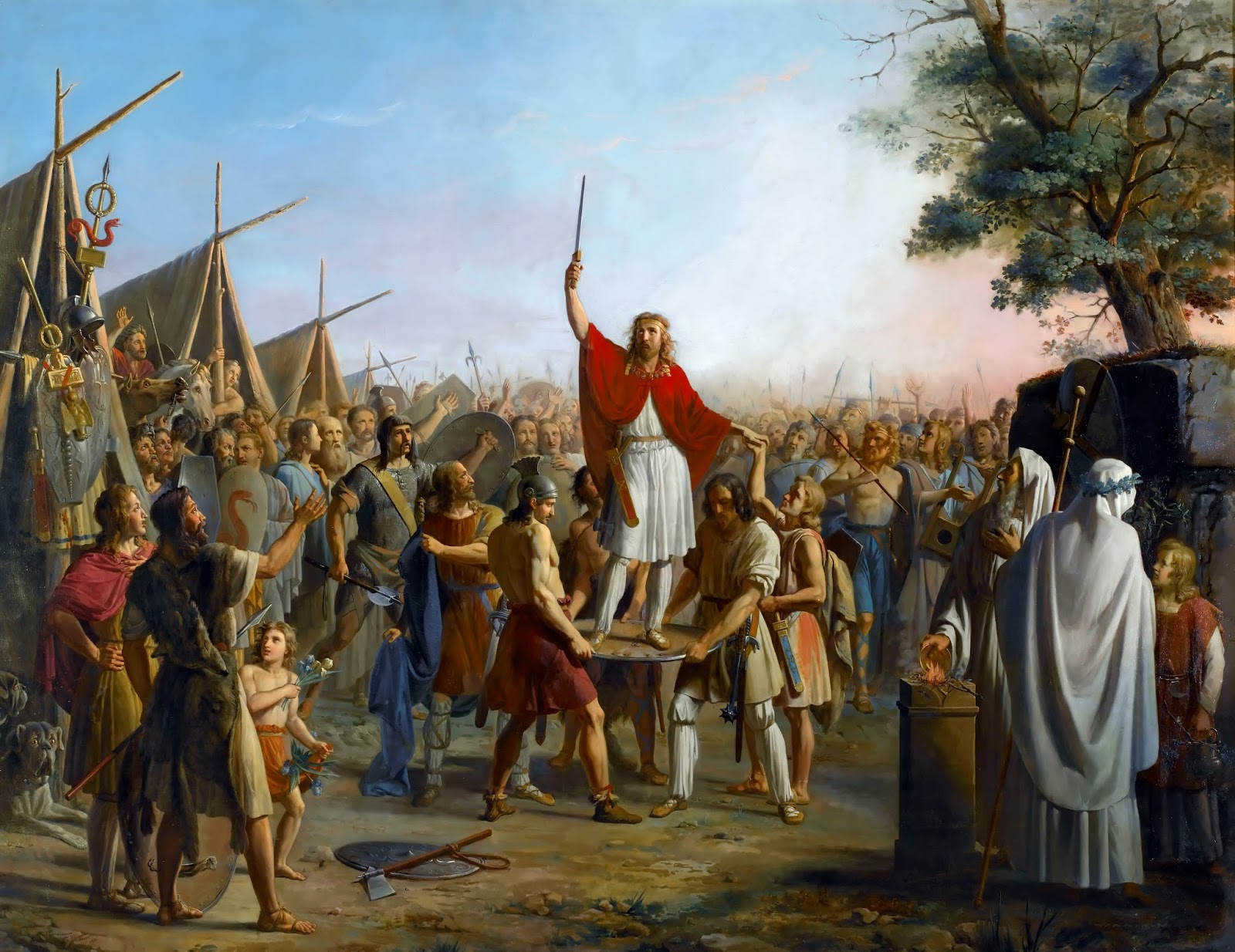
フランク王ファラモン
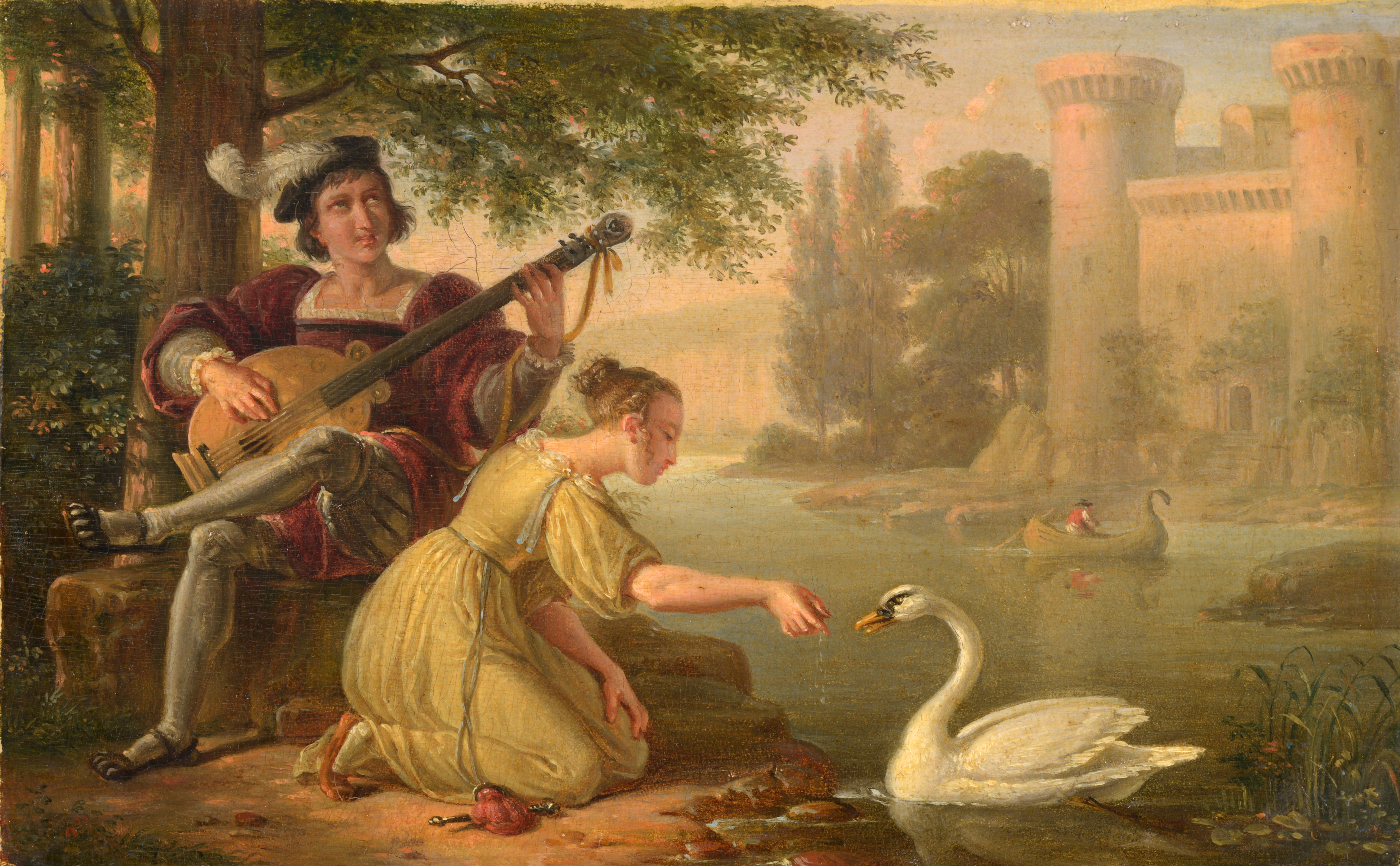
白鳥のオーバード
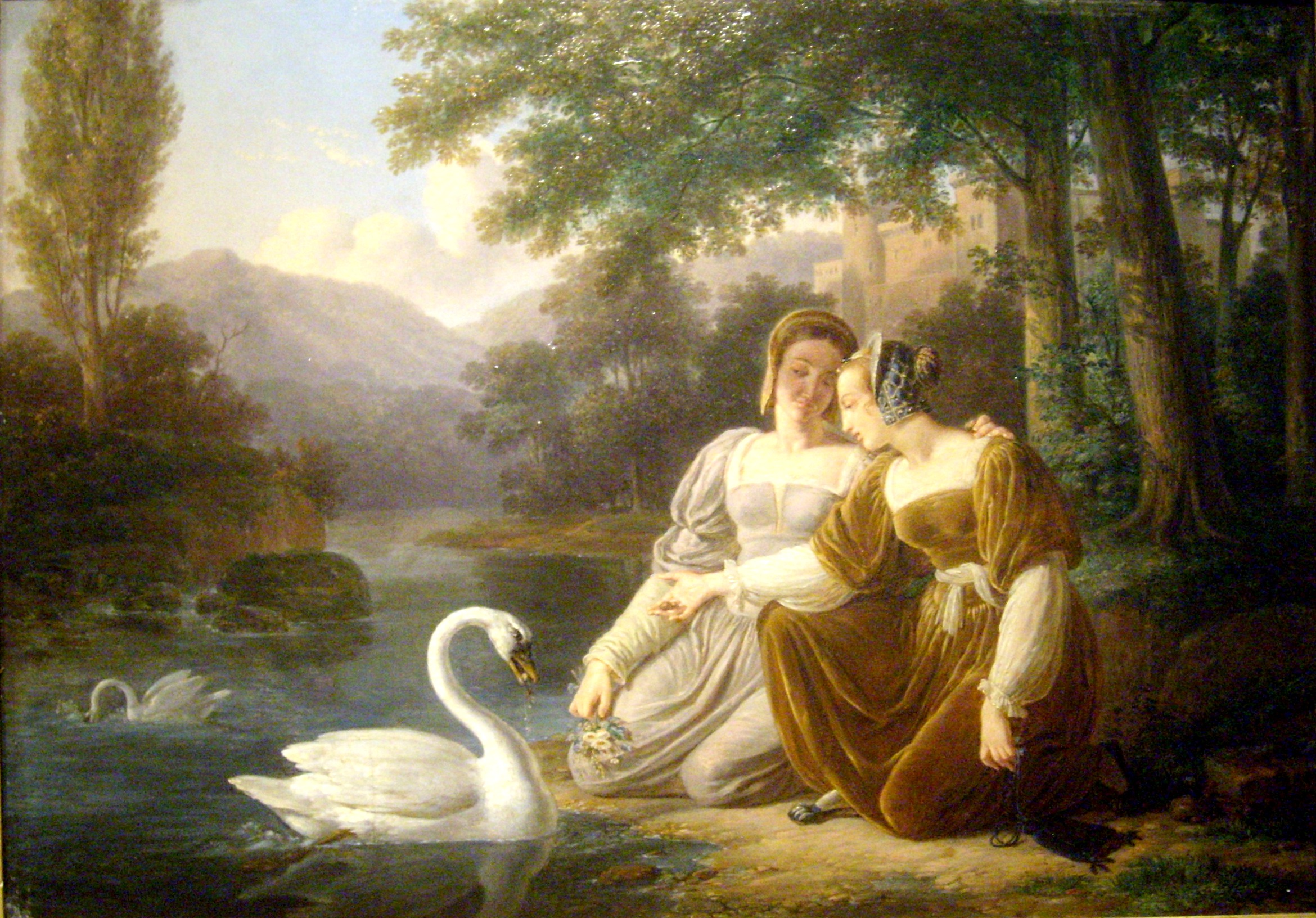
2人の若い女主人(châtelaines)